# Gattinara
Gattinara er en italiensk by (og kommune) i regionen Piemonte i Italien, med omkring 7.502(2023) indbyggere.  